# Рыбаков, Николай Хрисанфович
Николай Хрисанфович Рыбако́в (7 [19] мая 1811, Курск — 15 [27] ноября 1876, Тамбов) — русский драматический актёр.

## Биография
Родился 7 (19) мая 1811 года в Курске в небогатой семье (отца, управляющего в имении курского помещика Вельяминова, не помнил; мать содержала белошвейную мастерскую и дамский магазин, приносившие очень небольшой доход).
После окончания гимназии служил канцелярским чиновником в канцелярии Курской казённой палаты и одновременно поступил статистом в курскую труппу, возглавляемую И. Ф. Штейном; 5 февраля 1826 года дебютировал в выходной роли римлянина в пьесе «Суматоха в маскараде». В 1832 году окончательно оставил службу, поменяв чиновничью карьеру на артистическую. Труппа гастролировала по разным городам. Однажды в Харькове игру молодого актёра заметил приехавший туда же на гастроли великий трагик Мочалов и сразу оценил одаренность начинающего артиста:

Гастролировавший там Мочалов поссорился с антрепренёром Млотковским и отказался играть роль Гамлета. Отказ был прислан после того, как афиши были уже напечатаны, и антрепренёр, таким образом, был поставлен в очень затруднительное положение. Как раз в это время Н. X. Рыбаков был в Харькове. Узнав об отказе первого трагика от роли Гамлета, он сейчас же отправился к антрепренёру и начал просить того, чтобы эта роль была поручена ему. Будучи в безвыходном положении и в то же время зная Рыбакова как порядочного артиста, антрепренёр согласился, — роль Гамлета была отдана молодому артисту, и он в ней дебютировал пред харьковской публикой. Дебют прошёл необыкновенно удачно, так что ни публика, ни антрепренёр не жалели о замене старого трагика Рыбаковым.
Артист не только не затаил злобу на заменившего его дебютанта, но взял его под своё покровительство. По настоянию Мочалова Рыбаков получал ответственные роли. Мочалов оказал огромное профессиональное влияние на всё последующее творчество Николая Рыбакова. Под влиянием искусства Мочалова он в 1839 году создал образ Гамлета — одну из своих лучших ранних ролей. После смерти Мочалова Рыбаков дебютировал на сцене Императорского театра в Москве, а в 1854 году — и в Петербурге, в Александринском театре, в роли Гамлета, однако произошли разногласия с дирекцией Императорских театров, предложивших ему слишком небольшие гонорары, ангажементы расстроились. Тем не менее он с огромным успехом выступал в провинциальных театрах, исполняя там те роли, какие в Москве играли Мочалов, в Санкт-Петербурге — В. Каратыгин. В 1846—1849 годах играл на сцене ставропольского театра.

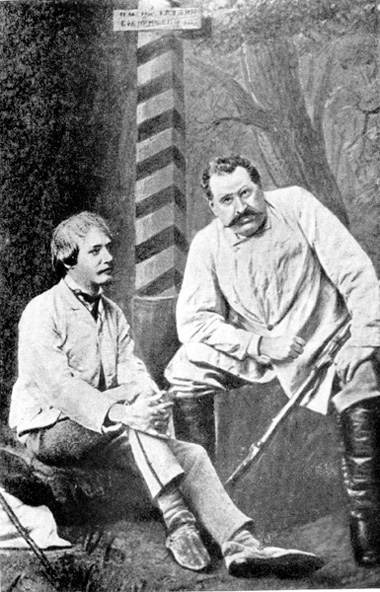
М. П. Садовский (Счастливцев, слева) и Н. Х. Рыбаков (Несчастливцев) в пьесе Островского «Лес», 1872 г.

Его роли: Болотников в «Скопине Шуйском», Ляпкин-Тяпкин в «Ревизоре», Президент в «Коварстве и любви» Шиллера, Гамлет в «Гамлете», Оттон в «Смерть или честь», Антипа в «Иване Рябове», слуги Франца в драме Коцебу «Ненависть к людям и раскаяние», Конрад в «Живой покойнице», Неизвестный в «Параше Сибирячке», Отелло в «Отелло», Лир в «Короле Лире»; Алупкин в тургеневском «Завтраке у предводителя»; Кориолан, Карл Моор; Фердинанд; Макбет, Ричард III, Кин, денщик Петра Великого, Шейлок, Скотинин, Земляника, Яичница, Скалозуб, Ананий («Горькая судьбина» Писемского), Царь Иоанн («Смерть Иоанна Грозного») и другие, блистал в пьесах молодого тогда А. Н. Островского. Особым успехом пользовался его Несчастливцев в «Лесе» Островского. Он выступал в Казани, Саратове, Орле, Воронеже, Туле, Одессе, Таганроге, Николаеве, Житомире, Кишиневе и других городах и везде пользовался у публики большим успехом. Время от времени играл в Москве: на сцене народного театра московской политехнической выставки (в 1872 году); зимой 1873 — 74 года на сцене «Артистического кружка» в Москве). Николай Хрисанфович Рыбаков особо прославился как трагик. Но провинциальная сцена не давала ему полностью развернуться, началось «лечение» традиционным русским способом. Бывало, что из-за этого срывались спектакли. Сослуживцы отмечали:

«Другим пороком этого прекрасного артиста была необыкновенная страсть ко лжи; впрочем, это нисколько не отражалось на его сценической деятельности, а так как ложь его была обыкновенно самого безобидного свойства и не причиняла никому ни малейшего вреда, то за эту страсть можно и не поставить ему упрека»

.
Очевидно, и это незлонамеренное пристрастие, больше похожее просто на фантазии, тоже шло от неудовлетворенности артиста, способного на значительно большее, чем ему могла давать провинциальная сцена.
5 февраля 1876 года исполнилось 50 лет его сценической деятельности, и его сотоварищи, артисты Московских театров, и представители Общества драматических писателей во главе с А. Н. Островским торжественно и тепло отпраздновали этот юбилей, почтя заслуженного артиста несколькими очень прочувствованными адресами, подарками и серебряным лавровым венком.
Вместе с ним часто выходили на сцену его жена актриса Паулина Герасимовна и сын Рыбаков, Константин Николаевич. Его дочь Ольга (ок. 1845—1870) также стала актрисой. По воспоминаниям Алексеева

Павлина Герасимовна Рыбакова, отлично знавшая неукротимо добрый нрав своего супруга, отбирала от Николая Хрисанфовича все деньги, какие только у него случались. Иногда даже вместе с ним ходила получать его жалованье и зорко следила за тем, чтобы он не брал от антрепренёра «в счет будущей получки». К этому принудила её безалаберная натура мужа, который, благодаря своей артистической беззаботности, очень часто заставлял семью терпеть нужду и лишения. Поэтому, когда деньги попадали в руки Павлины Герасимовны, Рыбаков превращался сам в нуждающегося человека и выпрашивал у неё целковые на карманные расходы.
Умер в Тамбове 15 (27) ноября 1876 года.
Похоронен в Тамбове на Успенском кладбище. Могила не сохранилась, так как кладбище было ликвидировано в 30-е годы XX века.
Островский роль Несчастливцева посвятил Николаю Хрисанфовичу Рыбакову. Роль позже в Малом театре исполнял его сын, актёр Константин Николаевич Рыбаков. Об этом сохранились воспоминания В. А. Нелидова:

Несчастливцев, не надо забывать, списан с отца артиста, и когда в названном спектакле Рыбаков произнес слова «сам Николай Хрисанфыч Рыбаков подошел ко мне» и т. д. — теперь, как принято говорить, «[зал] задрожал от аплодисментов», а у артиста, не ожидавшего оваций, когда он заканчивал реплику, текли из глаз слезы.
В Тамбове с 2007 года на базе Тамбовского театра драмы проводится Всероссийский театральный фестиваль имени Н. Х. Рыбакова.